# Gonzalo di Villadiego
Gonzalo García de Villadiego, in latino Gundisalvus de Villadiego (Villadiego, 1438 circa – Roma, 1487 circa), è stato un giurista e religioso spagnolo, vescovo di Oviedo.

## Biografia
Nato a Villadiego nella provincia di Burgos nel 1438 circa, venne educato nel collegio di san Bartolomeo a Salamanca.
Il 26 agosto 1485 fu investito vescovo di Oviedo e fu conosciuto nelle Asturie come «Gonzalo II». Persona molto colta, giurista e grande scrittore, morì nel 1487 circa a Roma, dove si trovava come uditore della Sacra Rota.

## Opere
- (LA) Contra haereticam pravitatem, Roma, Johann Hugo von Gengenbach, 1485.
- (LA) De legato.
- (LA) De cardinalium excellentia et dignitate.